# Aralia
Aralia (Fatsia japonica) är en växt som ursprungligen kommer från Japan och kan bli mycket stor i sin naturliga miljö. Den är ganska vanlig som krukväxt i bland annat Sverige, där den blir en meterhög buske med stora lönnliknande blad. Aralia har i försök konstaterats ta upp och binda formaldehyd ur luften .
Arten skall inte förväxlas med parkaralia.